# Марія Ізабелла Іспанська
Марія Ізабелла Іспанська (ісп. María Isabel de España), також Марія Ізабелла де Бурбон і Бурбон-Пармська (ісп. María Isabel de Borbón y Borbón-Parma), 6 липня 1789 — 13 вересня 1848) — іспанська інфанта з династії Бурбонів, донька короля Іспанії Карла IV та пармської принцеси Марії Луїзи, дружина короля Обох Сицилій Франциска I, а після його смерті — графа Бальцо.

## Біографія

### Ранні роки
Народилась 6 липня 1789 року у Королівському палаці в Мадриді. Була одинадцятою дитиною та п'ятою донькою в родині короля Іспанії Карла IV та його дружини Марії Луїзи Пармської. Мала старших братів Фернандо та Карлоса й сестер Карлоту Жоакіну, Марію Амалію та Марію Луїзу. Інші діти пішли з життя до її народження. Згодом сімейство поповнилося трьома молодшими дітьми, з яких вижив лише син Франсіско де Паула.

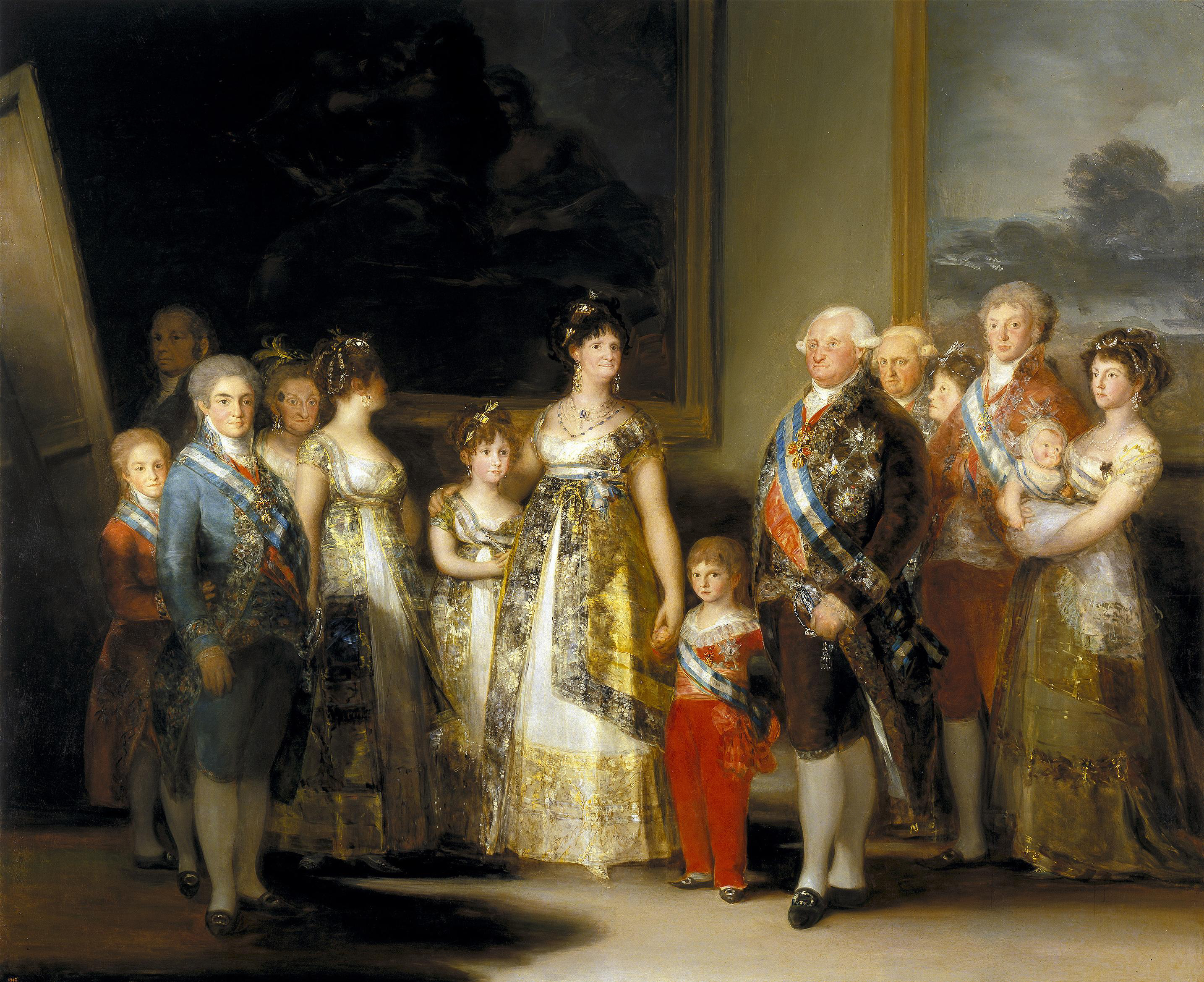
Родина короля Карлоса IV, Ф. Гойя

Зростала при іспанському дворі. Батько віддавав перевагу полюванню перед державними справами. Фактично, країною управляла королева та перший міністр Мануель Годой. Через «непристойну» схожість, ходили чутки, що Марія Ізабелла та її брат Франсіско де Паула — діти Годоя.
Отримала посередню освіту. З раннього віку для інфанти підшукували кандидатури наречених. Спірною була ідея видати її заміж за Наполеона, однак угоди досягнуто не було.
Матір прагла для доньки королівського майбутнього та скористалася сімейними обставинами нареченої старшого сина, Марії Антонії Бурбон-Сицилійської. Старший брат дівчини, кронпринц Франческо, овдовів у листопаді 1801 року. Ідею даного шлюбу висунув посол Мадрида у Неаполі.

### Шлюбне життя
У 13 років Марія Ізабелла була видана заміж за 25-річного кронпринца Сицилії Франческо. Нареченого вважали миролюбною та сором'язливою людиною, він був відомий добродушним і поступливим характером. 6 липня 1802 року у Неаполі було укладено шлюб за довіреністю. Подвійне вінчання Марії Ізабелли з Франческо та її брата Фернандо з Марією Антонією пройшло 4 жовтня 1802 року у Барселоні. Юний вік інфанти пояснювався експансіоністською політикою Бонапарта, який намагався укладати шлюбі своїх підлеглих із представниками королівських династій Європи. Шлюб був також потрібний неаполітанському правителю, аби підкріпити дружні зв'язки між Неаполем і Мадридом, відносини яких охололи, незважаючи на династичну спорідненість. Святкування тривали до 12 жовтня, після чого молодята вирушили до батьківщини Франческо, а 19 жовтня — прибули до Неаполю.
Згідно листів іспанського посла у Неаполі, інфанта була дуже щасливою у своєму новому королівстві. Вона розважалася, відвідуючи театр, танці та вечірки, організовані на її честь. Її стосунки зі свекрухою були непоганими, бо Марія Кароліна вважала її нешкідливою. Разом з тим, королева писала про невістку як про «дурну, неосвічену та безглузду принцесу».
Через Наполеонівські війни, від лютого 1806 року подружжя постійно мешкало у Палермо. До Неаполю вони повернулися влітку 1820 року. Мали дванадцятеро дітей
У січні 1812 року король Фердинанд III призначив Франческо лейтенантом Сицилії, аби той здійснював управління островом замість нього. У грудні 1816 було проголошено створення Королівства Обох Сицилій, а король став йменуватися Фердинандом I. 4 січня 1825 він помер, і Франческо успадкував його трон. Марія Ізабелла стала королевою-консортом. Проста у спілкуванні, королева була набагато популярніша аніж її чоловік. Страх піддатися нападу змушував королівське подружжя вести замкнене життя у палаці, в оточенні обмеженого кола придворних та чиновників.

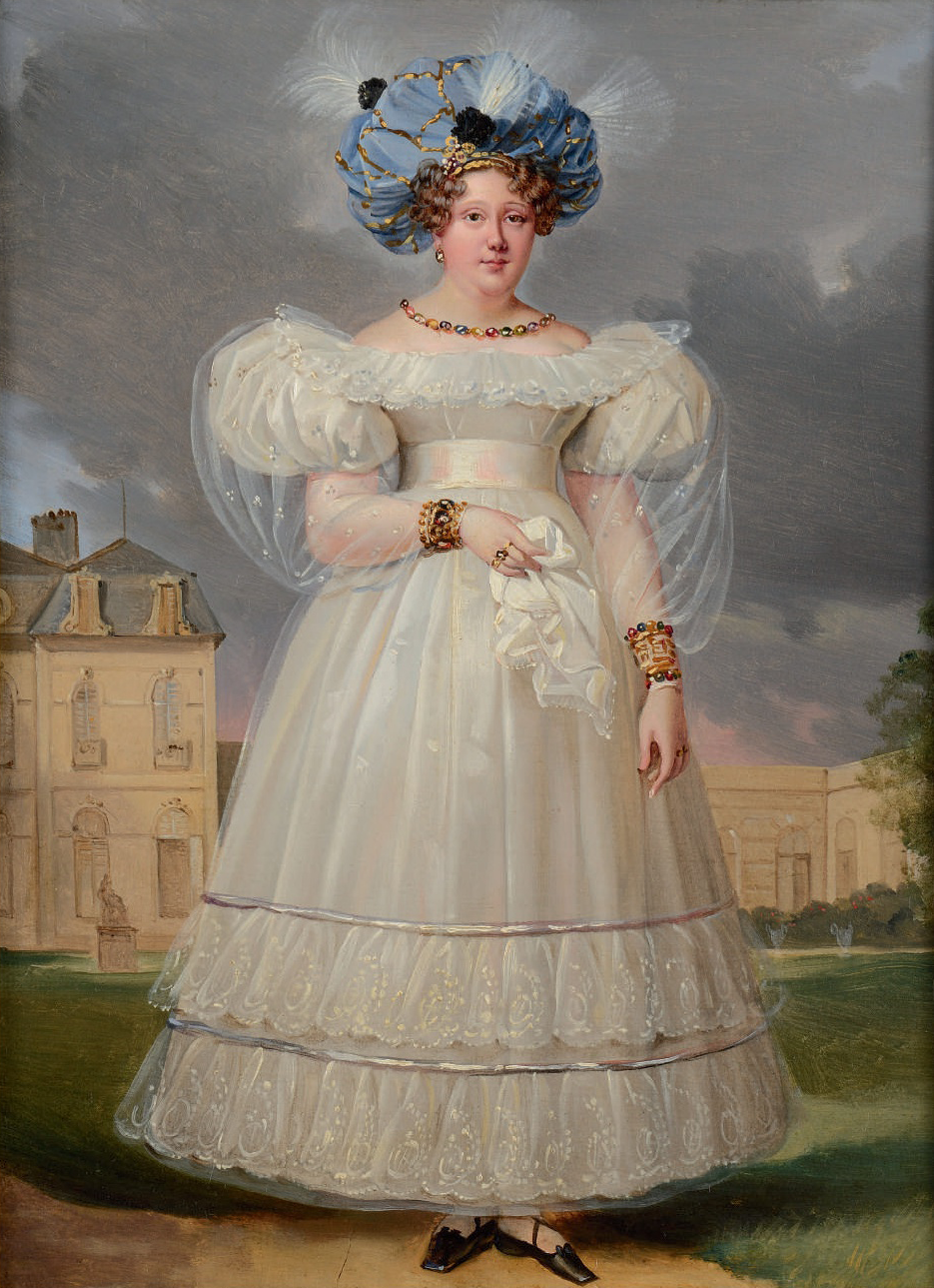
Портрет королеви пензля А. Ж. Дюбуа-Драгоне, 1830

І як принцеса, і як королева Марія Ізабелла зовсім не брала участі у політичному житті, на відміну від своєї свекрухи Марії Кароліни Австрійської. Жінка не мала ані енергійного характеру, ані відповідної освіти, ані якихось амбіцій. Відзначали, що жінка не володіла особливими навичками і нічого не могла зробити, аби полегшити тягар влади чоловіка, та до того ж і не хотіла цього робити. Таким чином, її життя розгорталося майже повністю на приватному рівні: чоловік, діти, онуки, придворне життя, театр, коханці. Король також мало цікавився державними справами, фактично передавши управління прем'єр-міністру Луиджі Медічі Оттахано.
Була директоркою двох шкіл-інтернатів для дівчат, також турбувалася про заклад для жінок при монастирі Санта-Марія-Регіна-Коелі та заклади для сиріт і бідних дівчат, засновані у Неаполі.
Уважна до сімейних справ і стосунків із батьківською сім'єю, впливала на шлюбні рішення неаполітанського двору для своїх дочок, з яких чотири вийшли заміж за членів іспанської королівської родини.
У вересні 1829 року королівське подружжя вирушило до Мадриду, супроводжуючи доньку Марію Крістіну, яка мала стати дружиною свого дядька, короля Фернандо VII, що перед цим овдовів у третій раз і досі не мав нащадків. Пара взяла шлюб 12 грудня, але Марія Ізабелла ще тривалий час залишалася при іспанському дворі, підтримуючи Марію Крістіну, яка швидко завагітніла, та схиляючи брата до введення Прагматичної санкції, на випадок, якщо народиться донька. На зворотньому шляху подружжя відвідало замок Шамбор, де мешкала Марія Кароліна — донька Франческо від першого шлюбу. Далі вирушили до Парижу, де зустрілися з королем Карлом X, та Генуї. Повернулися до Неаполю лише наприкінці липня 1830. Здоров'я короля погіршувалося і у грудні 1830 року він помер. Наступним правителем став їхній старший син Фердинанд.

### Подальше життя
Тихий та сором'язливий Фердинанд II, разом з тим, був енергійнішим за своїх попередників. Він викрив заколот Вінченцо Уго та П'єтро Руффо, які планували відсторонити його від влади, зробивши Марію Ізабеллу регентом. Сама вона про це нічого не знала. Втім, відносини між сином і матір'ю були холодними.
У січні 1836 року королева стала хрещеною матір'ю свого онука Франческо, майбутнього короля Обох Сицилій. У квітні того ж року її улюблений син Карл Фердинанд без дозволу уклав морганатичний шлюб у Шотландії. Марія Ізабелла благала первістка пробачити брата, але її намагання виявилися марними. Фердинанд II не вибачив втікача, і принц Капуї решту життя провів у вигнанні, усі його володіння були конфісковані, окрім графства Маскалі, звідки він отримував невеликий щорічний дохід. Марія Ізабелла більше ніколи його не бачила.
У перші роки вдівства її ще молодий вік, веселість, деяка краса, незважаючи на повноту, та жага життя сприяли її перебуванню у колі прихильників. Така поведінка засуджувалась і ледве не призвела до повного розриву із сином-королем. Примирити їх вдалося його дружині Марії Крістіні, до якої Марія Ізабелла дуже добре ставилася.

У 1835—1838 роках мала роман із австрійським офіцером, бароном Петером фон Шмукхером, що бурхливо обговорювався при дворі. Пара навіть думала побратися, однак Петер почав вимагати отримання звертання Ваша Королівська Високість, після чого Марія Ізабелла сама попросила сина вислати його з країни.

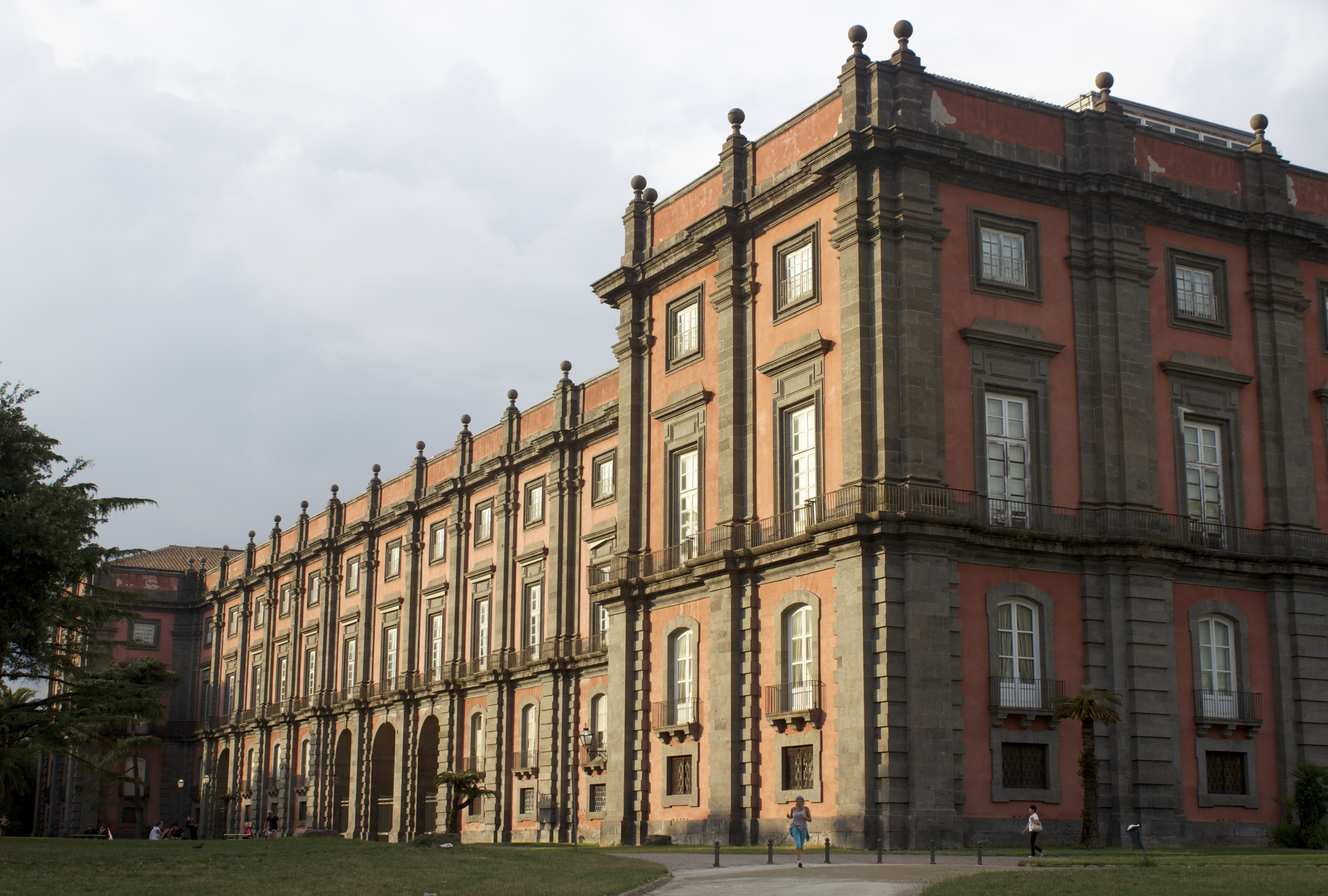
Палац Каподімонте

Сповнена рішучості вийти заміж вдруге, вона отримала від Фердинанда список з іменами молодих вельмож королівства, з яких могла вибрати чоловіка. Перші дві обрані нею кандидатури вагалися, і вона відкликала пропозиції. Зрештою, обрала шляхтича Франческо, графа даль Бальцо ді Презенцано, красивого молодого лейтенанта зі стародавнього аристократичного роду. Весілля 49-річної Марії Ізабелли та 33-річного Франческо відбулося 15 січня 1839. Приватна церемонія вінчання пройшла у Неаполі. Граф отримав чин полковника та звання камергера, однак не міг бути присутнім при дворі поруч із дружиною. Пара залишила двір і усамітнено мешкала у палаці Каподімонте. Дітей у них не було.
Померла королева у Королівському палаці в Портічі 13 вересня 1848 року. Була похована в базиліці Санта-К'яра в Неаполі. До кінця життя залишалася популярною серед народу через свою привітність і щедрість до бідних.

## Родина
Чоловік —  Франциск I (король Обох Сицилій)
Діти:

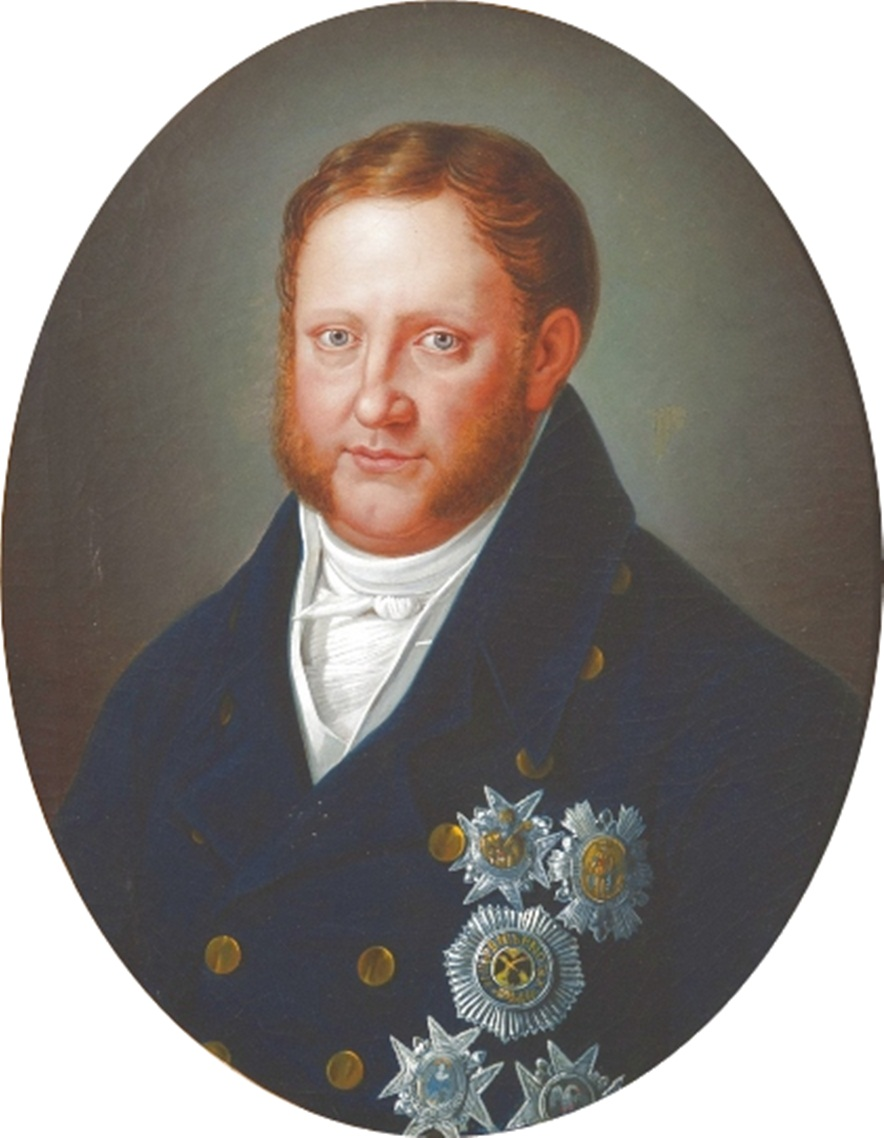
Портрет Франциска I пензля Джузеппе Каммарано

- Луїза Карлота (1804—1844) — дружина свого дядька, іспанського інфанта Франсіско, мала одинадцятеро дітей;
- Марія Крістіна (1806—1878) була двічі одружена, мала десятеро дітей від обох шлюбів;
- Фердинанд (1810—1859) — король Обох Сицилій у 1830—1859 роках, був двічі одруженим, мав тринадцятеро дітей;
- Карл Фердинанд (1811—1862) — принц Капуї, узяв морганатичний шлюб з ірландкою Пенелопою Сміт, мав сина та доньку;
- Леопольд (1813—1860) — граф Сіракузький, був одружений із савойською принцесою Марією Віторією, мав єдину доньку, що померла немовлям;
- Марія Антонія (1814—1898) — дружина великого герцога Тоскани Леопольда II, мала десятеро дітей;
- Антоніо (1816—1843) — граф ді Лечче, одруженим не був, дітей не мав;
- Марія Амалія (1818—1857) — дружина інфанта Себастьяна де Бурбона, дітей не мала;
- Марія Кароліна (1820—1861) — дружина карлістського претендента на іспанський трон Карла, графа Монтемоліна, дітей не мала;
- Тереза Крістіна (1822—1889) — дружина імператора Бразилії Педру II, мала четверо дітей;
- Луїджі (1824—1897) — граф Акуіла, був одруженим із бразильською принцесою Жануарією, мав четверо дітей;
- Франческо (1827—1892) — граф ді Трапані, був одружений з ерцгерцогинею Марією Ізабеллою, мав шестеро дітей.

## Нагороди
- Орден Королеви Марії Луїзи (Іспанія);
- Благородний орден Зоряного хреста (Австрійська імперія).